# Atlas Tyrolensis

LAtlas Tyrolensis, vista d'insieme

L'Atlas Tyrolensis (atlante del Tirolo) è la prima carta geografica del Tirolo realizzata su una misurazione geodetica.
Fu realizzato su iniziativa del padre gesuita Ignaz Weinhart negli anni 1760-1770.
Gli autori furono Peter Anich da Oberperfuss e il suo studente Blasius Hueber, i quali, a causa della loro origine contadina e della mancanza di una istruzione formale, erano anche soprannominati Bauernkartografen ("cartografi contadini").
Johann Ernst Mansfeld pubblicò il lavoro nel 1774 in forma di incisione in rame decorata.
A causa della grande scala adottata (1:104.000), della sua precisione e della dimensione dell'area visualizzata, questa carta risulta essere uno dei più importanti risultati cartografici internazionali del XVIII secolo ed era nota "all'epoca come la carta austriaca più significativa e più conosciuta a livello internazionale".
A tutt'oggi, essa rappresenta una fonte importante per la Geografia Storica, la Glaciologia e la Toponomastica del Tirolo.

## Descrizione

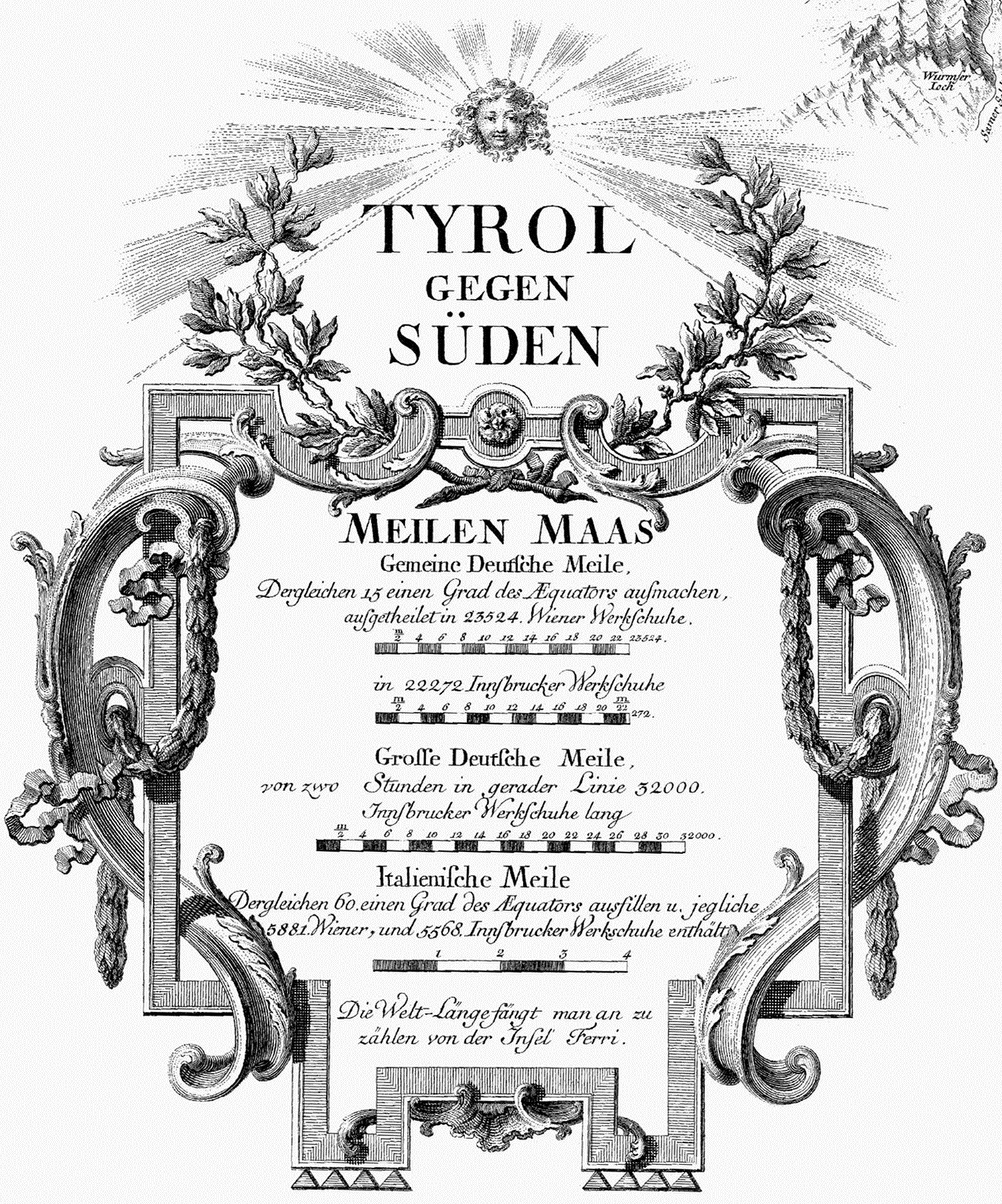
Dettaglio della scala

L'Atlas Tyrolensis raffigura la Contea del Tirolo, inclusi i principati ecclesiastici di Bressanone e Trento, un'area di 26.000 km², che è rappresentata in scala di circa 1:103.800.
La carta, che raggiunge così una superficie di quasi 5 metri quadrati (217,5 x 226 cm), è divisa in 20 fogli.
Inoltre, il lavoro comprende una cartina panoramica (Registerbogen, scala circa 1:545.000) con griglia e due legende esplicative dei simboli.
Tuttavia, alcuni simboli utilizzati nella carta non sono presenti nella legenda.
L'atlante è diviso in due sezioni: la prima, Tirol gegen Norden ("il Tirolo verso nord"), copre sostanzialmente l'odierno Tirolo Settentrionale, il Tirolo Orientale e la parte settentrionale dell'attuale Tirolo Meridionale (Südtirol), mentre la seconda, Tirol gegen Süden ("il Tirolo verso sud") copre la parte meridionale dell'attuale Tirolo Meridionale e il Trentino.
Queste parti si sovrappongono agevolmente una all'altra e sono rappresentate come unità separate solo in rapporto alla loro diversa storia di formazione.
La carta è dotata di una ricca decorazione artistica realizzata dall'incisore Johann Ernst Mansfeld. 
In alto a sinistra si trova il titolo della parte settentrionale decorato con un'aquila tirolese unitamente a una dea e tre putti con cacciagione, mercanzie e risorse minerarie.
Sullo sfondo una rappresentazione schematica della Martinswand vicino a Innsbruck simboleggia il paesaggio del Tirolo settentrionale.

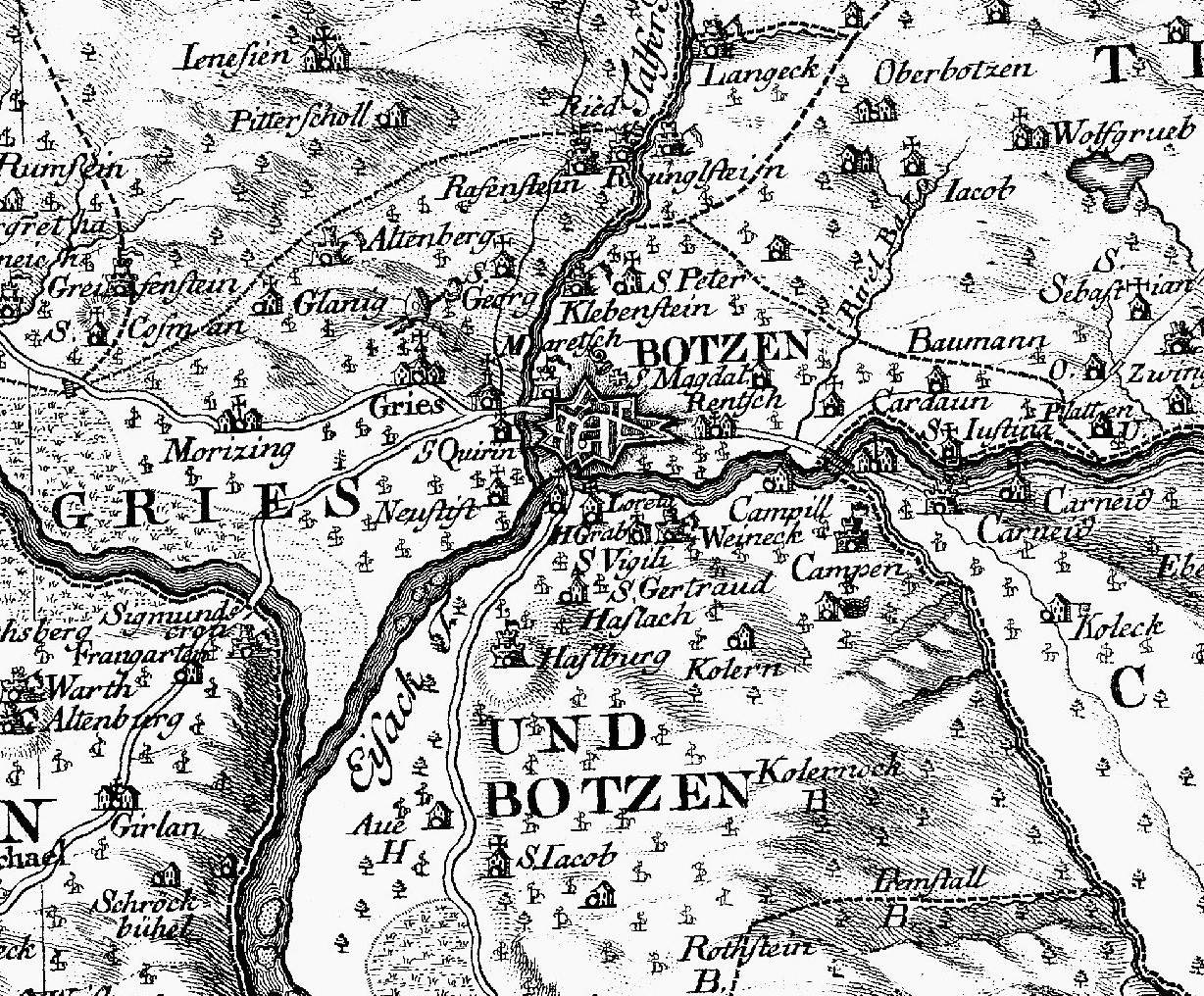
L'area di Bolzano e Gries

A destra in alto si trova una legenda con la scala in miglia comuni tedesche.
Nell'angolo in basso a destra si trova un vexillum, che corona un obelisco con un ritratto di Maria Teresa e un'aquila tirolese; sul vessillo si legge il seguente testo:
Ai piedi dell'obelisco, figure con diversi animali e prodotti simboleggiano i punti di forza economici del paese come l'allevamento del bestiame, la viticoltura, l'industria e il commercio.
Oltre a ciò, si osservano parti di paesaggio del Tirolo meridionale, tra cui la Festung Kofel (Covolo di Butistone, ora in Veneto).
La legenda della parte meridionale si trova a sinistra, sotto al cippo con tre divinità fluviali.
I simboli in essa rappresentati differiscono leggermente da quelli nella leggenda della parte settentrionale, perché, tra le altre cose, le sigle sono indicate in italiano, invece che in tedesco (per esempio, "M" per "Monte" invece di "B" per Berg).
Sopra la legenda vi sono il testo Tirol gegen Süden ("Il Tirolo verso sud") e una scala espressa in diverse unità di misura (Wiener Werkschuhe, Innsbrucker Werkschuhe, miglio grande tedesco e miglio italiano).

## Rappresentazione cartografica

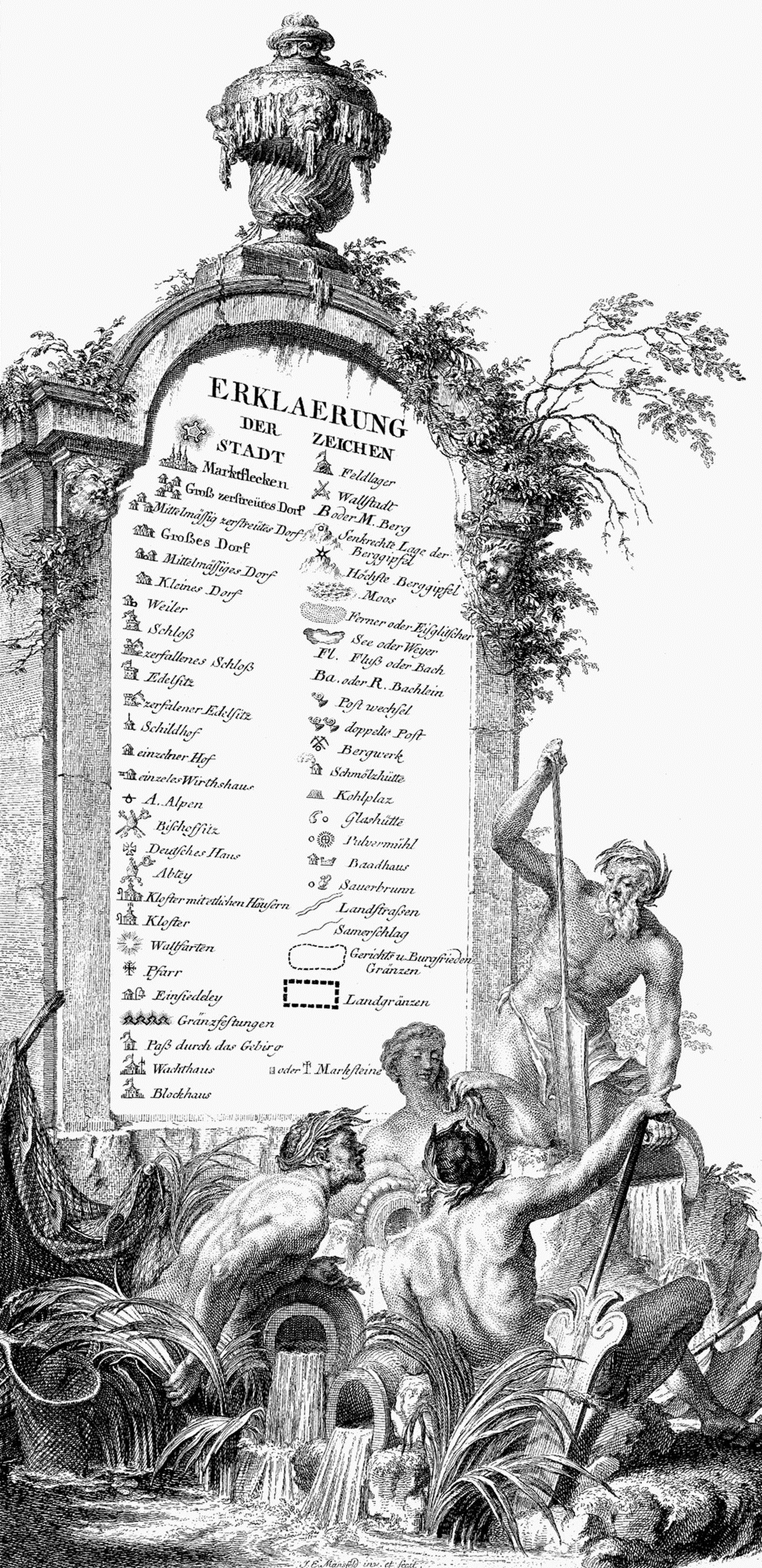
La legenda della parte meridionale (Trentino)

La riproduzione dei territori nell'Atlas Tyrolensis segue, come consueto in questo periodo, l'assonometria cavaliera, una forma di vista obliqua, che non distorce il piano di elevazione.
Così, l'osservatore vede il paesaggio verticalmente dall'alto, ma i singoli oggetti da sud con un angolo di circa 45°.
Per evidenziare meglio i contorni si utilizza una sfumatura, in cui l'angolo di incidenza della luce fittizia non è uniforme e cambia fra sud e ovest.
Gli oltre 50 simboli utilizzati si basano essenzialmente sulla carta del Regno di Boemia di Johann Christoph Müller (1720).
Nell'Atlas Tyrolensis fiumi e laghi sono relativamente esatti, le foreste invece sono mappate in maniera piuttosto imprecisa, in modo che il valore della conoscenza circa l'estensione precedente della foresta è valutato in modo differente.
La posizione delle circa 570 cime registrate è correttamente indicata con anelli, ma le forme del terreno sono rappresentate solo in forma relativamente schematica.
Tuttavia, la rappresentazione delle valli remote, delle regioni montuose ghiacciate, che erano appena di interesse prima dello sviluppo dell'alpinismo, è molto precisa per quel tempo.
Ancora molto meticolosa è la rappresentazione di circa 1000 alpeggi, per la prima volta al mondo registrati con un proprio simbolo.
Per Anich e Hueber, essi stessi contadini, essi avevano grande importanza.
Gli insediamenti sono differenziati per dimensione e forma giuridica (città, comune mercato, villaggio) e anche si evidenziano singole fattorie e locande.
Particolare attenzione è dedicata alle residenze nobiliari e alle istituzioni ecclesiastiche. 
Esse sono registrate in maniera molto differenziata l'una dall'altra; pure sono riportate le piccole cappelle e le rovine già completamente diroccate, così come a volte anche alcuni castelli inesistenti, solo presenti nei racconti popolari.
Riguardo alle strade, esse sono rappresentate come strade carrozzabili e "Samerschläge" e mulattiere non carrozzabili; parimenti, vi si desume la conoscenza sugli aspetti economici relativi a impianti minerari, uffici postali, mulini, sorgenti minerali, vigneti e carbonaie; al contrario, le informazioni militarmente rilevanti stanno sullo sfondo.
Tuttavia, sono rappresentati alcuni dettagli militari, come le fortificazioni, cosa piuttosto insolita per la cartografia dell'epoca dominata dal segreto militare.
Inoltre, sono rappresentati i campi di battaglia storici con i loro simboli.

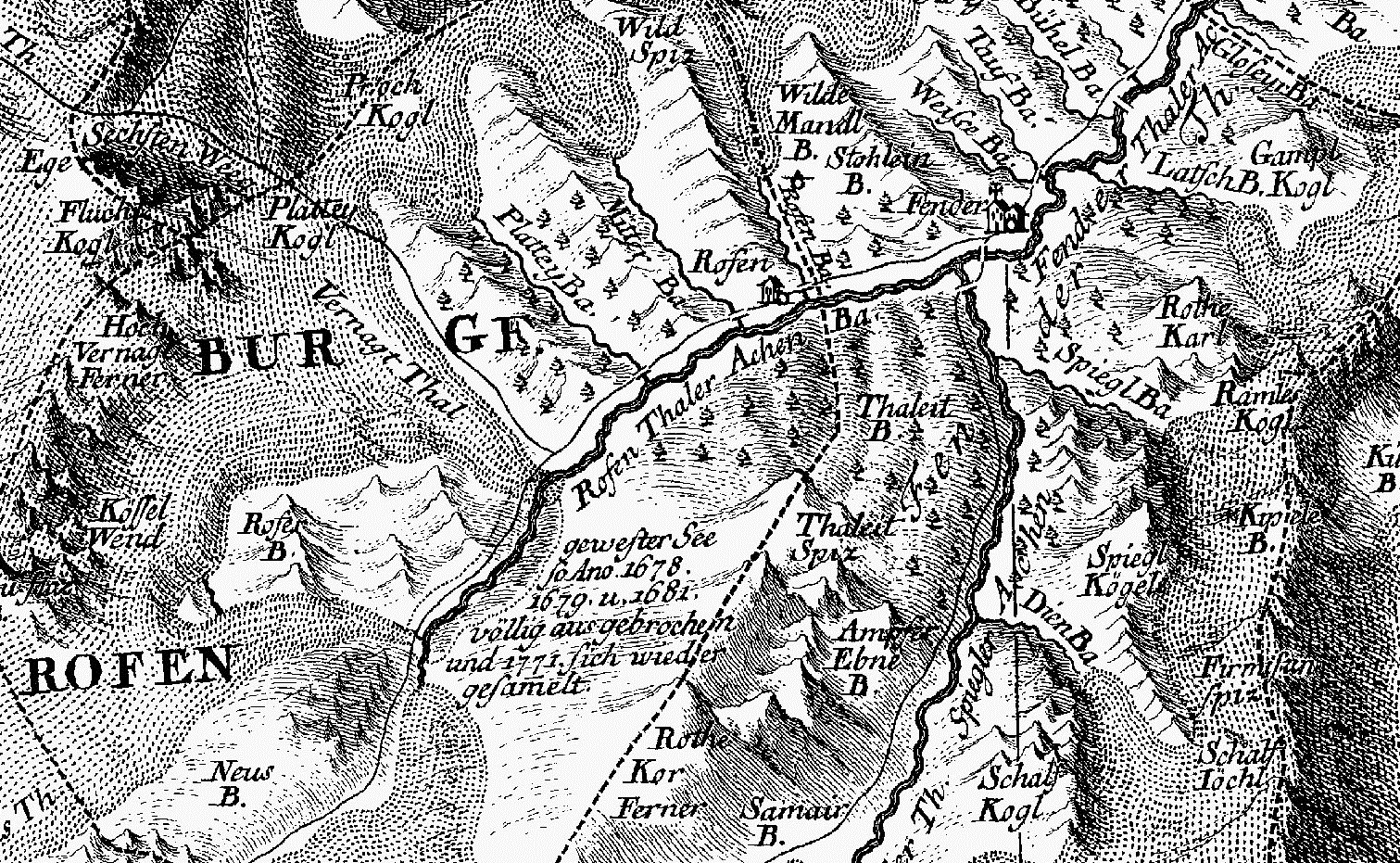
Le Alpi Venoste a Rofen e il Wildspitze, con una rappresentazione particolarmente accurata del ghiacciaio disegnato con puntini; anche il lago ghiacciato di Rofen (Rofener Eissee) è rappresentato con indicazione degli anni di formazione e di esondazione

La delimitazione dei confini del Tirolo nell'Atlas Tyrolensis è eseguita con una precisione fino ad allora mai vista, cosicché oltre ai limiti delle giurisdizioni, sono riportate anche le autorità giudiziarie e amministrative.
Tuttavia, i confini del Tirolo mostrati qui sono di parte e rappresentano di meno la realtà politica quanto piuttosto le esigenze di potere del committente. 
Così è per i principati ecclesiastici di Bressanone e di Trento, che sono infatti riportati sotto l'amministrazione tirolese, ma entrarono ufficialmente a far parte del Tirolo per la prima volta nel 1803, senza alcuna distinzione della Contea del Tirolo.
A Salisburgo le giurisdizioni correlate non erano rappresentate o erano rappresentate solo indistintamente (mediante un simbolo grafico altrimenti utilizzato per i confini controversi e non riconosciuti).
La carta è dettagliatamente annotata e molti dei nomi geografici riportati sono posti per iscritto per la prima volta. 
Inoltre, si possono trovare ulteriori commenti, come ad esempio gli anni in cui occorsero delle frane o dell'annotazione vicino all'Ortles Ortles Spiz der Höchste im ganzen Tyrol ("Ortles Spiz il più alto in tutto il Tirolo").

## Storia dell'opera

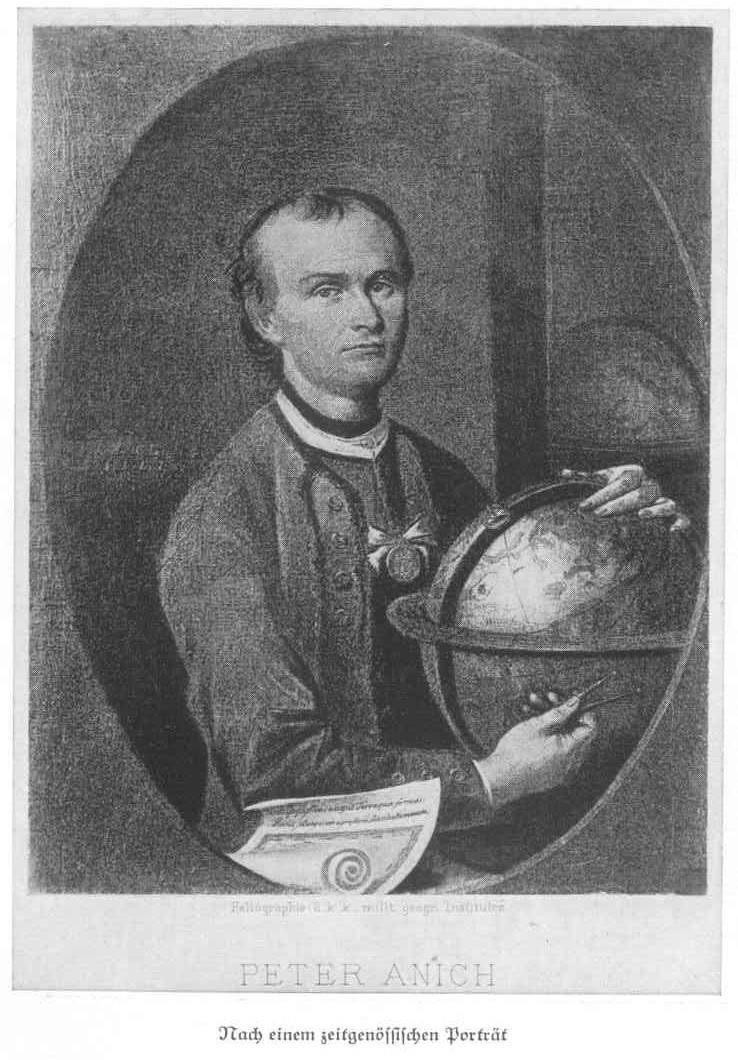
Peter Anich, ritratto contemporaneo

### Situazione iniziale
Prima di Peter Anich, l'area del Tirolo non era mai stata mappata in maniera estesa.
Le precedenti mappe del territorio di Wolfgang Lazius (1561), Warmund Ygl (1605) e Matthias Burgklehner (1611) riportano tra le valli delle grosse lacune.
A metà del XVIII secolo, era stata affidata all'ufficiale Joseph von Sperges la realizzazione di una carta del Sud Tirolo (Provincia di Bolzano) in scala 1:121.000, che egli non poté completare a causa del suo trasferimento a Vienna. Su raccomandazione del padre gesuita Ignaz Weinhart, verso il 1759 Sperges commissionò al suo allievo Peter Anich la continuazione del lavoro, che fu infine completato nel 1762.

### Registrazione e disegno
Nel 1760, Ignaz Weinhart Anich mediò un contratto governativo per la registrazione e la mappatura del "Tirolo settentrionale" come completamento della carta di Joseph Freiherr von Sperges relativa al Tirolo Meridionale.
Negli anni 1760-1763, Anich misurò con i suoi assistenti tutto il territorio partendo da zero, senza l'utilizzo di mappe preesistenti.
In questo caso, a differenza dei suoi predecessori come Sperges, applicò una triangolazione significativamente migliorata e, con metodo diverso da quello della tavoletta pretoriana fino ad allora applicato nel territorio, si limitava alla misurazione degli angoli, procedendo poi a casa alla registrazione. 
Anich assume che l'imprecisione degli orientamenti sia al massimo di un chilometro e comunque, nel centro della carta, essa è generalmente molto più piccola. 
Solo ai bordi esterni del Tirolo, che non erano stati misurati, si trovano grandi inesattezze. 
Anche se l'Atlas Tyrolensis non contiene informazioni di altitudine, sembra che Anich avesse effettuato misurazioni trigonometriche di altezza.

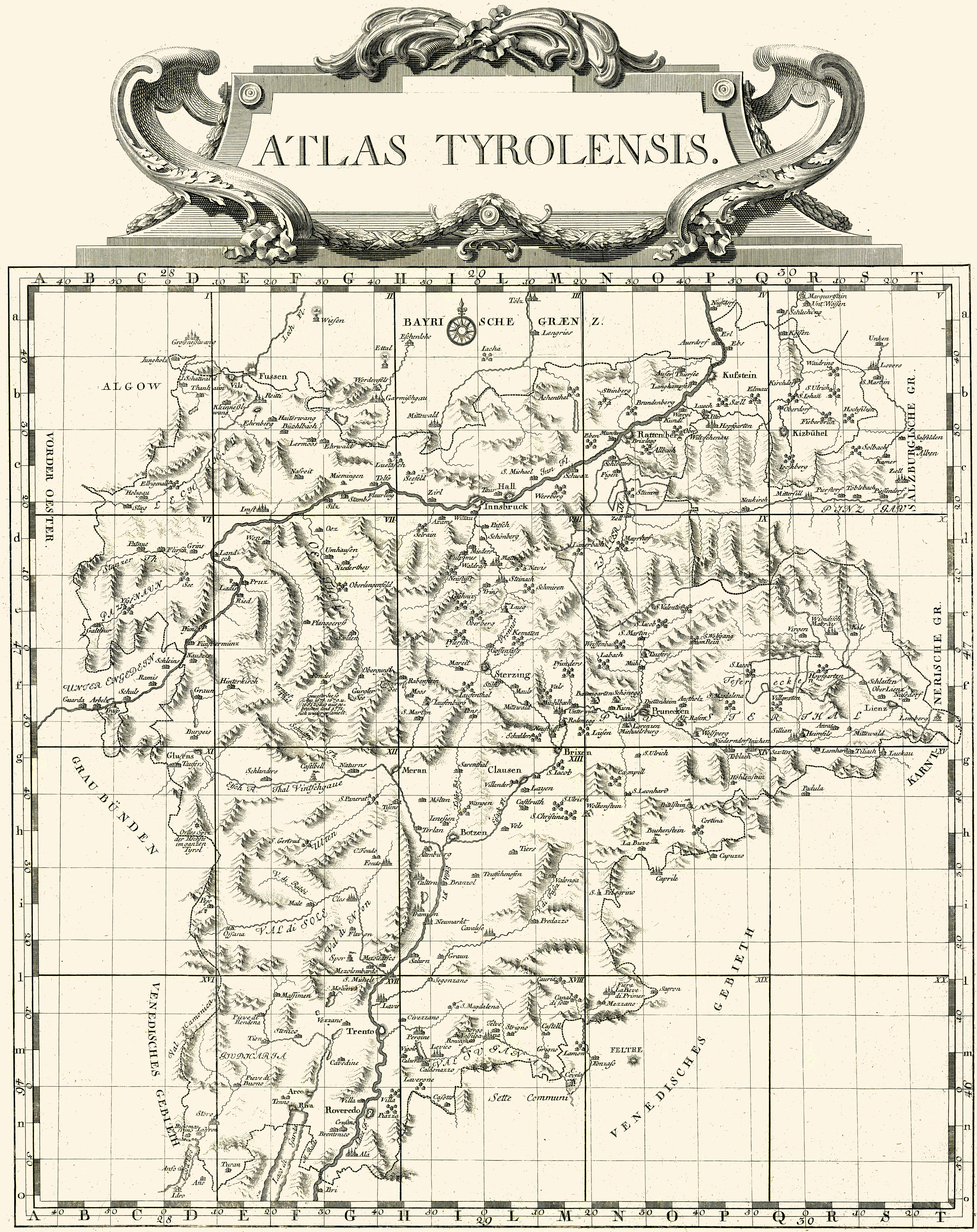
La "tavola d'indice" in scala 1:545.000 fu realizzata per la prima volta nel 1771

Con una scarsa remunerazione, Anich lavorò in parte con strumenti fatti in casa (quali un astrolabio fabbricato da sé) ad un ritmo molto celere, con grande sforzo fisico e in condizioni difficili.
Così salì su alte montagne e lavorò anche in condizioni climatiche avverse.
Il suo predecessore Sperges aveva dovuto combattere le diffidenze ed era stato esposto anche ad attacchi fisici, perché la gente diffidava del personale governativo.
A causa delle sue origini contadine, Anich aveva quasi un problema di accettazione.
Il suo aspetto semplice e i suoi abiti contadini facilitarono l'accesso alla gente comune, cosa che permise all'Atlas Tyrolensis di conseguire la sua ricchezza di nomi dei territori e dei villaggi fino ad allora non documentati.
Il fatto che il governo di Vienna costrinse Anich ad abbandonare la scala prevista 1:103.000 e a ridisegnare la mappa in scala 1:121.000, utilizzata da Sperges, comportò la perdita di due anni di lavoro.
Inoltre, egli dovette predisporre una presentazione dell'intero Tirolo in nove fogli alla scala 1:138.000.
Solo tre fogli, che furono incisi su rame negli anni 1764/1765, senza però che fossero poi pubblicati, poterono essere completati.
Nel 1764, Anich inserì anche la nuova integrazione del "Tirolo Meridionale", cioè in sostanza dell'odierno Trentino.
In questo anno, iniziò ad insegnare al suo allievo Blasius Hueber, che ben presto da solo intraprese il lavoro dell'ormai gravemente malato Anich e, dopo la sua morte, avvenuta nel 1766, ne proseguì l'attività di rilievo.
Le operazioni di rilievo durarono fino al luglio 1769; dopo alcuni mesi di disegno e correzione, nel 1770 la carta, nel formato di sedicesimo, disegnata con seppia e inchiostro, con i fogli incollati su tela, con una dimensione totale di 145 × 225 centimetri.
La carta è ancor oggi conservata sotto vetro nell'Archivio Provinciale del Tirolo.
Nel 1768, a Vienna, fu commissionata a Johann Ernst Mansfeld l'esecuzione dell'incisione su rame della carta completata da Hueber.
Il lavoro per la versione finale giunse più volte a una battuta d'arresto e, in aggiunta alle correzioni che stava effettuando Hueber, il suo completamento richiese anche diversi interventi di Ignaz Weinhart.
Pertanto, i fogli da correggere (in particolare per i percorsi dei confini) dovettero andare e venire parecchie volte tra Vienna e Innsbruck, cosicché per completare questo lavoro ci vollero diversi anni.
Questo vale anche per la tavola d'indice, che fu elaborata a partire dal 1771 su proposta di Winehart.
Sempre su proposta di Weinhart, si ripristina il titolo di Atlas, che è stato utilizzato qui per la prima volta per una carta concepita in maniera unitaria e suddivisa in grandi fogli di uguali dimensioni.
Un'altra proposta di Weinhart relativa all'inclusione nella carta di un elenco alfabetico dei nomi di luogo, fu respinta dal governo di Vienna.
L'incisione fu completata all'incirca tra il 1772 e il 1773.

### Edizioni e storia dell'opera

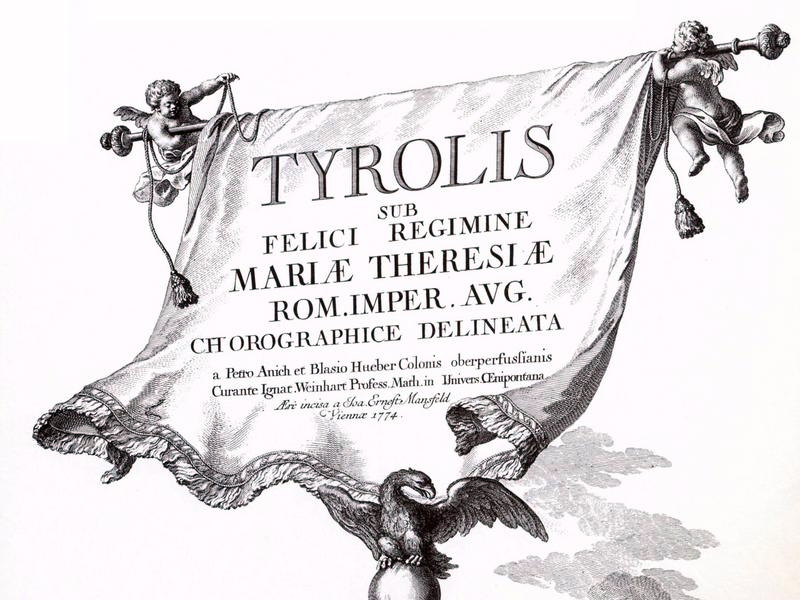
Il titolo generale della Atlas nell'incisione di Johann Ernst Mansfeld

Nel 1774, l'Atlas fu finalmente pubblicato in forma di 20 fogli e di un foglio all'interno con una tavola d'indice.
Il progetto artistico di Weinhart con le numerose rappresentazioni allegoriche si colloca nella tradizione delle mappe del Tirolo finora note, così come di altre grandi carte di quel tempo, come la carta della Boemia di Johann Christoph Müller.
Quindi essa è stata ritenuta non particolarmente originale, ma dal punto di vista artistico è ancora considerata una delle più belle rappresentazioni cartografiche del XVIII secolo.
La prima edizione, con una tiratura di 1000 copie subito vendute, negli anni successivi ebbe numerose ristampe, per lo più in forma di 20 fogli singoli, ciascuno di circa 73 × 53 cm.
Inoltre l'atlante fu stampato e utilizzato come grande mappa murale.
Nonostante la sua eccezionale qualità, l'Atlas Tyrolensis non poté essere riconosciuto a livello internazionale come opera standard e per lungo tempo si fecero ancora modifiche alle vecchie carte in uso.
Nel 1800/1801, lo Stato Maggiore francese redasse una carta del Tirolo basata sull'Atlas Tyrolensis.
I Francesi utilizzarono l'Atlante, adattato per fini militari, anche nelle battaglie del 1809.
Quando si misurarono le terre ereditarie degli Asburgo in seguito ai rilievi topografici dell'imperatore Giuseppe, il Tirolo rimase escluso a causa della buona qualità dell'Atlas Tyrolensis, cosicché per lungo tempo non si eseguirono ulteriori misurazioni.
Solo nel 1823 fu pubblicata una carta speciale del Tirolo, del Vorarlberg e del Liechtenstein, che si basava sui rilievi topografici di Francesco I e sostituì l'Atlas Tyrolensis come mappa più moderna del Tirolo.
L'atlante stesso è stato più volte ristampato, anche in un'edizione per il suo anniversario nel 1974 e per la prima "edizione popolare" completa in scala originale nel 1986.
Il significato storico dell'Atlas Tyrolensis risiede nella sua scala insolitamente grande e nella dimensione dell'area mostrata in maniera unitaria, soprattutto nei nuovi metodi esatti di rilievo e nel disegno preciso, cose che rendono il lavoro una delle più importanti realizzazioni cartografiche internazionali del XVIII secolo.
Per la zona del Tirolo essa è stata la prima carta in assoluto realizzata sulla base di misure geodetiche.
Così, essa fu indicata dal glaciologo e alpinista Eduard Richter come "l'inizio effettivo dell'inclusione del paese nelle Alpi Orientali" (eigentlicher Anfang der Landesaufnahme in den Ostalpen). 
Inoltre, il lavoro continua a servire tuttora come una fonte precisa per la ricerca storico-geografica.
Una rappresentazione dei ghiacciai per la prima volta mostrati in maniera corretta e, per quel tempo, rilevati in maniera insolitamente corretta permette, almeno in alcune aree, una lettura abbastanza precisa delle estensioni dei ghiacciai al tempo del rilievo.
L'atlante rappresenta quindi, dal punto di vista glaciologico, il più significativo lavoro cartografico prima del 1800. 
L'Atlas Tyrolensis è tutt'oggi considerato una fonte importante anche per la ricerca toponomastica, nonché per la ricerca sulle condizioni economiche e infrastrutturali dell'ex Tirolo.

## L'Atlas Tyrolensisin alta risoluzione

Quadrante a nordovest
Quadrante a nordest
Quadrante a sudovest
Quadrante a sudest